# Космос-2255
Космос-2255 је један од преко 2400 совјетских вјештачких сателита лансираних у оквиру програма Космос.
Космос-2255 је лансиран са космодрома Плесецк, Русија, 24. јуна 1993. Ракета-носач Циклон-3 је поставила сателит у орбиту око планете Земље. Маса сателита при лансирању је износила 220 килограма. Космос-2255 је био комуникациони сателит.